# Johan Adelswärd
Johan Adelswärd, född 20 maj 1718, död 27 juni 1785 på Adelsnäs, var en svensk possessionat. Han var son till ryttmästaren Johan Hultman (1690–1729), som 1719 adlades med namnet Adelswärd, och Altéa Silfverström (1700–1765). 

## Biografi
Adelswärd började att bearbeta de rika malmfyndigheter som fanns i Åtvids socken och som hade uppmärksammats av Gustav Vasa och hans efterträdare. Adelswärd lade med dessa bearbetningar grunden till det kopparverk som hans efterlevande utvecklade till en av landets största possessioner. Han arbetade även med åkerbruket på godset.
Adelswärd fick 1760 titeln krigsråd och upphöjdes till friherre 1770. 1779 blev han landshövding. Så småningom blev han nästan ensam intressent i det bolag som bildades för egendomarnas inköp och skötsel och när han blev äldre omvandlade han detta bolag till en fideikommiss-stiftelse, som under namnet Baroniet Adelswärd erhöll kunglig stadfästelse 1783. Det var då den enda i sitt slag i Sverige. 
Adelswärd var gift med friherrinnan Katarina Funck. De var föräldrar till Erik Göran Adelswärd.